# NGC 4535A
NGC 4535A is een sterrenstelsel in het sterrenbeeld Maagd. Het hemelobject ligt in de buurt van NGC 4535.

## Synoniemen
- PGC 1343342